# Magnus Pehrsson
Magnus Pehrsson (ur. 25 maja 1976 w Lidingö, Szwecja) – szwedzki piłkarz, grający na pozycji pomocnika, trener piłkarski.

## Kariera piłkarska

### Kariera klubowa
Wychowanek IFK Lidingö. W 1991 rozpoczął karierę piłkarską w IF Brommapojkarna. W 1994 przeszedł do Djurgårdens IF, skąd w 1996 został wypożyczony do angielskiego Bradford City A.F.C. Od 1997 do 1998 bronił barw IFK Göteborg. Potem powrócił do Djurgårdens IF, gdzie w 2003 zakończył karierę piłkarską.

## Kariera trenerska
Po zakończeniu kariery piłkarskiej rozpoczął pracę szkoleniową. W latach 2004–2005 prowadził Åtvidabergs FF, w 2006 IK Sirius Fotboll, a w 2008 GAIS. W styczniu 2009 roku przeniósł się ze szwedzkich lig do Danii, gdzie został trenerem zespołu Superligaen Aalborg BK. Został zwolniony 11 października 2010 z powodu złego początku sezonu. W maju 2011 został zatrudniony przez Djurgårdens IF aby zastąpić Lennarta Wassa, który został zwolniony z powodu złego początku sezonu 2011 w Allsvenskan. 26 kwietnia 2013 Pehrsson zrezygnował z kierowania zespołem z powodu rzekomych gróźb wobec niego Magnus Pehrsson och Tommy Jacobson avgår - DIF Kampanj, choć policja później ogłosiła, że żadnych dowodów zagrożeń nie znaleziono. 5 grudnia 2013 został mianowany na stanowisko głównego trenera reprezentacji Estonii. Od 2017 trener szwedzkiego zespołu Malmö FF.

## Sukcesy i odznaczenia

### Sukcesy piłkarskie
- mistrz Football Division 1 Norra: 1994
- mistrz Superettan: 2000